# Іловик (Малий Лошинь)
44°28′ пн. ш. 14°32′ сх. д. / 44.46° пн. ш. 14.54° сх. д.
Іловик (хорв. Ilovik) — населений пункт у Хорватії, у Приморсько-Горанській жупанії у складі міста Малий Лошинь.

## Населення
Населення за даними перепису 2011 року становило 85 осіб.
Динаміка чисельності населення поселення:

## Клімат
Середня річна температура становить 15,64 °C, середня максимальна – 26,51 °C, а середня мінімальна – 4,04 °C. Середня річна кількість опадів – 883 мм.
| Клімат поселення                              | Клімат поселення | Клімат поселення | Клімат поселення | Клімат поселення | Клімат поселення | Клімат поселення | Клімат поселення | Клімат поселення | Клімат поселення | Клімат поселення | Клімат поселення | Клімат поселення | Клімат поселення |
| Показник                                      | Січ.             | Лют.             | Бер.             | Квіт.            | Трав.            | Черв.            | Лип.             | Серп.            | Вер.             | Жовт.            | Лист.            | Груд.            |                  |
| Середній максимум, °C                         | 11,97            | 11,87            | 14,36            | 16,87            | 21,83            | 26,17            | 26,51            | 26,37            | 22,34            | 18,79            | 14,60            | 11,37            |                  |
| Середня температура, °C                       | 8,06             | 7,97             | 10,43            | 12,93            | 17,91            | 22,24            | 24,57            | 24,41            | 20,39            | 16,80            | 12,61            | 9,39             |                  |
| Середній мінімум, °C                          | 4,13             | 4,04             | 6,51             | 9,00             | 14,01            | 18,30            | 22,59            | 22,44            | 18,40            | 14,83            | 10,66            | 7,46             |                  |
| Норма опадів, мм                              | 75               | 62               | 61               | 64               | 60               | 60               | 33               | 55               | 97               | 111              | 113              | 92               |                  |
| Середньомісячна швидкість вітру, м/с          | 3.03             | 3.20             | 3.30             | 3.10             | 2.80             | 2.60             | 2.60             | 2.53             | 2.70             | 2.93             | 3.43             | 3.29             |                  |
| Середньомісячна сонячна радіація, кДж/м²·день | 4768             | 7571             | 11180            | 15979            | 20491            | 22466            | 24085            | 20864            | 15187            | 9743             | 5241             | 4042             |                  |
| --------------------------------------------- | ---------------- | ---------------- | ---------------- | ---------------- | ---------------- | ---------------- | ---------------- | ---------------- | ---------------- | ---------------- | ---------------- | ---------------- | ---------------- |
| Джерело:                                      |                  |                  |                  |                  |                  |                  |                  |                  |                  |                  |                  |                  |                  |